# The Wicked Symphony
The Wicked Symphony četvrti je studijski album projekta metal opere Avantasia. Album je objavljen 3. travnja 2010. godine, zajedno s albumom Angel of Babylon. Predzadnji je dio trilogije "The Wicked", nakon kojeg dolazi album Angel of Babylon koji je ujedno i konačni dio.
Osnivač projekta, Tobias Sammet opisao je naslovnu pjesmu kao "desetominutnu bitku vokala između Jørna Landea, Russella Allena i mene."

## Popis pjesama
Tekstovi i glazba: Tobias Sammet. 
| 1.    | »The Wicked Symphony«         | Jørn Lande, Russell Allen | 9:28 |
| 2.    | »Wastelands«                  | Michael Kiske             | 4:44 |
| 3.    | »Scales of Justice«           | Tim "Ripper" Owens        | 5:04 |
| 4.    | »Dying for an Angel«          | Klaus Meine               | 4:32 |
| 5.    | »Blizzard on a Broken Mirror« | Andre Matos               | 6:07 |
| 6.    | »Runaway Train«               | Bob Catley, Lande, Kiske  | 8:42 |
| 7.    | »Crestfallen«                 | Lande                     | 4:02 |
| 8.    | »Forever Is a Long Time«      | Lande                     | 5:05 |
| 9.    | »Black Wings«                 | Ralf Zdiarstek            | 4:37 |
| 10.   | »States of Matter«            | Allen                     | 3:57 |
| 11.   | »The Edge«                    |                           | 4:12 |
| 60:37 |                               |                           |      |

## Zasluge
Avantasia
- Tobias Sammet – vokali, bas-gitara, klavijature (na pjesmi 10), orgulje (na pjesmi 8), produciranje
- Sascha Paeth – gitara, klavijature (na pjesmama 4, 5, 7 i 9), bas-gitara (na pjesmi 10), produciranje, miksanje
- Miro – klavijature, orkestar, mastering
- Eric Singer – bubnjevi (na pjesmama 2, 4, 6 i 7)

### Gostujući glazbenici
| Gitaristi - Bruce Kulick (na pjesmama 6 i 11) - Oliver Hartmann (na pjesmama 2, 7 i 8), prateći vokali Bubnjari - Felix Bohnke (na pjesmama 1, 5, 9 i 11) - Alex Holzwarth (na pjesmama 3, 8 i 10) Orguljaši - Simon Oberender (na pjesmi 11), dodatni inženjer zvuka Pjevači - Jørn Lande (na pjesmama 1, 6-8) - Michael Kiske (na pjesmama 2 i 6) - Russell Allen (na pjesmama 1 i 10) - Bob Catley (na pjesmi 6) - Klaus Meine (na pjesmi 4) - Tim "Ripper" Owens (na pjesmi 3) - Andre Matos (na pjesmi 5) - Ralf Zdiarstekv (na pjesmi 9) - Cloudy Yang (prateći vokali) - Amanda Somerville (prateći vokali) - Tiffany Kirkland (prateći vokali) - Ina Morgan (prateći vokali) - Cinzia Rizzo (prateći vokali) - Thomas Rettke (prateći vokali) - Matthias Kontny (prateći vokali) - Michael Voy (prateći vokali) | Ostalo osoblje - Olaf Reitmeier – dodatni inženjer zvuka - Alex Kuehr – fotografija - Thomas Ewerhard – omot albuma |